# 오오타 유리
오오타 유리(太田 夢莉,おおた ゆうり, 1999년 12월 1일 ~ )는 일본 여성 아이돌 그룹 전 NMB48 팀N의 멤버이다. Queentet의 멤버이다. (멤버:시부야 나기사, 요시다 아카리, 오오타 유리, 무라세 사에)

## 개요
- NMB48 팀N 멤버.
- 2012년 12월 12일, 팀BII 멤버로 승격.
- 2019년 11월 30일, NMB48를 졸업.